# Jon Kortajarena
Jon Kortajarena Redruello (Bilbau, Vizcaya, 19 de maio de 1985) é um modelo e ator espanhol.

## Carreira
Jon Kortajarena foi descoberto em setembro de 2003, quando um amigo lhe pediu que assistisse um desfile em Barcelona. Ali ele conheceu aquele que até hoje segue sendo seu representante de moda, quem o convenceu para que experimentasse o mundo da moda e lhe sugeriu que fosse a Paris para conhecer alguns clientes, assim como na própria Barcelona. Jon teve sua primeira experiência profissional como modelo em Cibeles, para Roberto Verino e desde esse momento começou a construir uma das carreiras mais da moda masculina. Ele estreou em 2004 na passarela de outono para Empório Armani e John Galliano  em Milão e Paris. No mesmo ano converteu-se no rosto de campanha de Roberto Cavalli. A partir daí passou a desfilar para todos os maiores nomes da moda, dentre eles Dolce&Gabbana, Salvatore Ferragamo, Giorgi Armani e Tom Ford, para o qual já trabalhou mais em mais de oito temporadas.
Seu primeiro anúncio para televisão foi para o refrigerante Fanta Z "Mediterráneo"
Em 2011 trabalhou na temporada primavera/verão da Lacoste e para a campanha de Carolina Herrera 212 VIP. Também nesse ano ele participou do videoclip da música Girl Gone Wild, da Madonna.

## Cinema
Em 2009 estreou no cinema como ator no filme de Tom Ford A single man, atuando junto com Colin Firth e Julianne Moore.

## Filmografía

### Cinema
| Ano  | Título                      | Diretor              | Papel          | Notas            |
| ---- | --------------------------- | -------------------- | -------------- | ---------------- |
| 2009 | Un hombre soltero           | Tom Ford             | Carlos         | Papel principal  |
| 2015 | Andròn: The black labyrinth | Francesco Cinquemani | Luc            | Papel secundário |
| 2015 | Ma ma                       | Julio Medem          | Hombre         | Papel menor      |
| 2016 | Acantilado                  | Helena Taberna       | Julián         | Papel principal  |
| 2017 | Pieles                      | Eduardo Casanova     | Guille         | Papel principal  |
| 2018 | The Aspern Papers           | Julien Landais       | Jeffrey Aspern | Papel secundário |
| 2019 | Lo nunca visto              | Marina Seresesky     | Guiri          | Papel secundário |
| 2019 | El destello                 | Xavier Miralles      | Óscar          | Curta metragem   |

### Televisão
| Ano             | Título              | Canal               | Papel           | Notas             | Episódios    |
| --------------- | ------------------- | ------------------- | --------------- | ----------------- | ------------ |
| 2017            | Quantico            | ABC                 | Félix Cordova   | Elenco recorrente | 5 episódios  |
| 2018            | La verdad           | Telecinco           | Marcos Eguía    | Elenco principal  | 16 episódios |
| 2019 - presente | Alta mar            | Netflix             | Nicolás Vázquez | Elenco principal  | 16 episódios |
| 2021            | Drag Race España    | ATRESplayer Premium | Ele Mesmo       | Jurado Convidado  | 1 Episódio   |
| TBA             | Tales From the Loop | Prime Video         | TBA             | TBA               | TBA          |

### Música
| Ano  | Música     | Artista | Rol                 |
| ---- | ---------- | ------- | ------------------- |
| 2016 | M.I.L.F. $ | Fergie  | Repartidor de leche |

| Ano  | Música            | Artista | Rol         |
| ---- | ----------------- | ------- | ----------- |
| 2015 | Bitch I’m Madonna | Madonna | Cara no bar |

## Ambientalista
Kortajarena foi um dos eleitos por Al Gore, para atuar como embaixador na Espanha e na América Latina em uma campanha de conscientização sobre o problema do aquecimento global. O projeto faz parte da Fundação The Climate Project , dirigido por Al Gore para lutar contra os problemas ambientais.

## Vida pessoal
Jon tem um apartamento em West Village, Nova York.
Em Outubro de 2020, passou a residir em Lisboa.
1. ↑  «Há mais uma celebridade internacional a escolher Portugal para viver. Este é o primeiro fim de semana que cá passa»